# Katja Špur
Katja Špur (20 de noviembre de 1908, Gornje Krapje; 18 de diciembre de 1991, Liubliana) fue una periodista, escritora, poeta y traductora yugoslava.

## Biografía
Fue a la escuela en Ljutomer y luego cursó estudios secundarios en varias ciudades. Después del bachillerato se matriculó en la Facultad de Filosofía de Liubliana, donde se licenció en 1936, especializándose en estudios eslavos y románicos. Trabajó como periodista para Jutru, y durante la guerra fue detenida en 1943 e internada en los campos de Ravensbrück y Barth. Después de la guerra fue reportera para Ljudski pravici (precursor del diario Dela), y luego enseñó hasta su jubilación en Liubliana, Križevci y Maribor.
Empezó a escribir poesía en el instituto. Escribió prosa sobre las relaciones entre hombres y mujeres, lo que constituía una novedad literaria en aquella época. También ha publicado reportajes sobre temas literarios y sociales. Ha traducido del búlgaro y del rumano. 
También escribió poesía y libros infantiles, y colaboró con artículos en numerosos diarios, periódicos y revistas infantiles. En 1949 ganó el Premio Levstik por su labor periodística y el Premio de la República de Bulgaria.

### Para niños y jóvenes
- Zdaj pa šalo na stran (Ya está bien de bromas), artículo en la revista infantil Kurirček, 1991
- Babice nimajo vedno prav (Las abuelas no siempre tienen razón), artículo en la revista infantil Kurirček, 1989.
- Pri materi (En casa de mi madre), 1984
- Mojca reši račko (Mojca salva al pato), 1984
- Mojčine dogodivščine (Mis aventuras), 1984
- Muce na obisku (Gatos de visita), 1984
- Potepuški poni (El poni viajero), 1984
- Zvesti čuvaj (La guardia dedicada), 1984
- Sošolca (Amigos de la escuela), 1977
- Prva knjiga o rastlinah (Primer libro sobre plantas), 1951

### Otros
- Ljubezen je bolečina (El amor es dolor), 1980
- Vezi (Bonos), 1970
- Slepa v pregnanstvu (Ciegos en el exilio), 1963
- Dva studenca (Dos arroyos), 1958
- 50.000 hektarov (50.000 hectáreas), 1948